# 富岡素敬
富岡 素敬（、1924年〈大正13年〉6月15日 - 2011年〈平成23年〉12月20日）は、日本の特撮映画撮影監督。東京都出身。

## 来歴
1947年（昭和22年）、青山学院大学経済学部を卒業し真持映画に入社。16ミリフィルムの技術現像を研究。
1948年（昭和23年）、東横映画に入社。撮影助手を務める。
1950年（昭和25年）、円谷特殊技術研究所に所属。
1954年（昭和29年）、東宝撮影所の撮影助手として入社。映画『ゴジラ』の撮影に参加する。
1961年（昭和36年）、『モスラ』で特殊撮影係に就任。
1966年（昭和41年）、特撮映画のメインカメラマンとなる。
1976年（昭和51年）、東宝映像美術を退社。東京現像所に移る。以後、オプチカル技師として活動。

## 人物
有川貞昌によれば、元々は東映でデスクワークを務めていたが現場を希望し、東映のプロデューサーを通じて円谷英二へ紹介された。富岡自身は、東横映画時代に太秦撮影所で合成作業に訪れていた円谷と出会い、親しくしていたと述懐している。特殊技術研究所時代は、有川、国分正一らと3人で「円谷プロ」を自称していた。東宝に入る際は、「円谷の弟子」という触れ込みであったという。
円谷の特技監督時代では、有川に次ぐ特撮カメラマンを務め、B班カメラマンなどを担当した。有川が特撮監督に就任した後は、チーフカメラマンを務めた。
Bカメラは主にアップを担当していた。ロングショット（マスターショット）を担当し全体の指揮も行っていた有川に対し、冨岡はゴジラの目や尾などの動きを撮るなど円谷から無理難題を要求されていたという。冨岡は、円谷からは怒られることが多かったと述懐している。書籍『初代ゴジラ研究読本』では、高度なカメラワークを要求されていたと評している。
初のカラー特撮である『白夫人の妖恋』、初のワイドスクリーン作品『地球防衛軍』、モスラやラドンなどの操演怪獣、『海底軍艦』での疑似海底、『ゴジラ・エビラ・モスラ 南海の大決闘』での水中撮影、戦争映画の大プールでの艦隊撮影など、東宝特撮全盛期に様々な撮影を経験し、試行錯誤しながら苦労も多かったという。
『キングコング対ゴジラ』では、クライマックスでのゴジラとキングコングが熱海城で戦うシーンの撮影にて手動でパララックスを調整しなければならないところ修正に失敗し、円谷から徹底的に怒られた上に、スタッフが2週間かけた熱海城のミニチュアをまた作らなければならないかもしれないと考え、その晩は一睡もできなかったが、翌日のラッシュで無事に映っていたことがわかり、円谷から声をかけられた後、人知れず泣いたという。
『モスラ対ゴジラ』では、富岡の兄が昭和石油の労務課長を務めていたことから同社の撮影協力を得ている。

## 主な作品

### 映画
| 公開年月日     | 作品名                                     | 制作（配給）                                 | 役職     |
| -------------- | ------------------------------------------ | -------------------------------------------- | -------- |
| 1953年10月21日 | 太平洋の鷲                                 | 東宝                                         | 撮影助手 |
| 1954年2月10日  | さらばラバウル                             | 東宝                                         | 撮影助手 |
| 1954年11月3日  | ゴジラ                                     | 東宝                                         | 撮影助手 |
| 1954年12月29日 | 透明人間                                   | 東宝                                         | 撮影助手 |
| 1955年4月24日  | ゴジラの逆襲                               | 東宝                                         | 撮影助手 |
| 1955年8月14日  | 獣人雪男                                   | 東宝                                         | 撮影助手 |
| 1956年6月22日  | 白夫人の妖恋                               | 東宝                                         | 撮影助手 |
| 1956年12月26日 | 空の大怪獣 ラドン                          | 東宝                                         | 撮影助手 |
| 1957年12月28日 | 地球防衛軍                                 | 東宝                                         | 撮影助手 |
| 1958年6月24日  | 美女と液体人間                             | 東宝                                         | 撮影助手 |
| 1958年10月14日 | 大怪獣バラン                               | 東宝                                         | 撮影助手 |
| 1959年4月19日  | 孫悟空                                     | 東宝                                         | 撮影助手 |
| 1959年7月5日   | 潜水艦イ-57降伏せず                        | 東宝                                         | 撮影助手 |
| 1959年10月25日 | 日本誕生                                   | 東宝                                         | 撮影助手 |
| 1959年12月26日 | 宇宙大戦争                                 | 東宝                                         | 撮影助手 |
| 1960年4月10日  | 電送人間                                   | 東宝                                         | 撮影助手 |
| 1960年4月26日  | ハワイ・ミッドウェイ大海空戦 太平洋の嵐    | 東宝                                         | 撮影助手 |
| 1960年12月11日 | ガス人間第一号                             | 東宝                                         | 撮影助手 |
| 1961年1月3日   | 大坂城物語                                 | 東宝                                         | 撮影助手 |
| 1961年7月30日  | モスラ                                     | 東宝                                         | 撮影     |
| 1961年8月13日  | 紅の海                                     | 東宝                                         | 撮影     |
| 1961年9月17日  | ゲンと不動明王                             | 東宝                                         | 撮影     |
| 1961年10月8日  | 世界大戦争                                 | 東宝                                         | 撮影     |
| 1962年3月21日  | 妖星ゴラス                                 | 東宝                                         | 撮影     |
| 1962年3月21日  | 紅の空                                     | 東宝                                         | 撮影     |
| 1962年8月11日  | キングコング対ゴジラ                       | 東宝                                         | 撮影     |
| 1963年1月3日   | 太平洋の翼                                 | 東宝                                         | 撮影     |
| 1963年5月29日  | 青島要塞爆撃命令                           | 東宝                                         | 撮影     |
| 1963年8月11日  | マタンゴ                                   | 東宝                                         | 撮影     |
| 1963年10月26日 | 大盗賊                                     | 東宝                                         | 撮影     |
| 1963年12月22日 | 海底軍艦                                   | 東宝                                         | 撮影     |
| 1964年1月13日  | 士魂魔道 大龍巻                            | 宝塚映画 （東宝）                            | 撮影     |
| 1964年4月29日  | モスラ対ゴジラ                             | 東宝                                         | 撮影     |
| 1964年8月11日  | 宇宙大怪獣ドゴラ                           | 東宝                                         | 撮影     |
| 1964年12月20日 | 三大怪獣 地球最大の決戦                    | 東宝                                         | 撮影     |
| 1965年6月19日  | 太平洋奇跡の作戦 キスカ                    | 東宝                                         | 撮影     |
| 1965年8月8日   | フランケンシュタイン対地底怪獣             | 東宝 ベネディクト･プロダクション （東宝）    | 撮影     |
| 1965年10月31日 | 大冒険                                     | 東宝 渡辺プロダクション （東宝）             | 撮影     |
| 1965年12月19日 | 怪獣大戦争                                 | 東宝                                         | 撮影     |
| 1966年7月13日  | ゼロ・ファイター 大空戦                    | 東宝                                         | 撮影     |
| 1966年7月31日  | フランケンシュタインの怪獣 サンダ対ガイラ  | 東宝 ベネディクト･プロダクション （東宝）    | 撮影     |
| 1966年12月17日 | ゴジラ・エビラ・モスラ 南海の大決闘        | 東宝                                         | 撮影     |
| 1967年7月22日  | キングコングの逆襲                         | 東宝 ランキン・バス・プロダクション （東宝） | 撮影     |
| 1967年12月16日 | 怪獣島の決戦 ゴジラの息子                  | 東宝                                         | 撮影     |
| 1968年8月1日   | 怪獣総進撃                                 | 東宝                                         | 撮影     |
| 1968年8月14日  | 連合艦隊司令長官 山本五十六                | 東宝                                         | 撮影     |
| 1969年7月26日  | 緯度0大作戦                                | 東宝 ドン・シャーププロ （東宝）             | 撮影     |
| 1969年8月13日  | 日本海大海戦                               | 東宝                                         | 撮影     |
| 1969年12月20日 | ゴジラ・ミニラ・ガバラ オール怪獣大進撃    | 東宝                                         | 撮影監督 |
| 1970年8月1日   | ゲゾラ・ガニメ・カメーバ 決戦!南海の大怪獣 | 東宝                                         | 撮影     |
| 1971年7月17日  | 激動の昭和史 沖縄決戦                      | 東宝                                         | 撮影     |
| 1972年3月12日  | 地球攻撃命令 ゴジラ対ガイガン              | 東宝 東宝映像（製作協力） （東宝）           | 撮影     |
| 1973年3月17日  | ゴジラ対メガロ                             | 東宝映像 （東宝）                            | 撮影     |
| 1973年9月8日   | 人間革命                                   | 東宝映像 シナノ企画 （東宝）                 | 撮影     |
| 1973年12月29日 | 日本沈没                                   | 東宝映画 東宝映像 （東宝）                   | 撮影     |
| 1974年3月21日  | ゴジラ対メカゴジラ                         | 東宝映像 （東宝）                            | 撮影     |
| 1974年8月3日   | ノストラダムスの大予言                     | 東宝映画 東宝映像 （東宝）                   | 撮影     |
| 1974年12月28日 | エスパイ                                   | 東宝映像 （東宝）                            | 撮影     |
| 1975年3月15日  | メカゴジラの逆襲                           | 東宝映像 （東宝）                            | 撮影監督 |
| 1975年7月12日  | 東京湾炎上                                 | 東宝映画 東宝映像 （東宝）                   | 撮影     |
| 1976年6月19日  | 続・人間革命                               | 東宝映像 シナノ企画 （東宝）                 | 撮影     |
| 1976年10月2日  | 大空のサムライ                             | 東宝映画 （東宝）                            | 撮影     |

### 博覧会
| 期間          | 期間          | 博覧会名       | 主催                       | 担当パビリオン | 製作会社、スポンサー  | 役職 |
| ------------- | ------------- | -------------- | -------------------------- | -------------- | --------------------- | ---- |
| 1970年3月14日 | 1970年9月13日 | 日本万国博覧会 | 財団法人日本万国博覧会協会 | 三菱未来館     | 東宝 （三菱グループ） | 撮影 |

## DVD出演
- 『キングコングの逆襲』DVD音声特典オーディオコメンタリー
- 『ゴジラの逆襲』DVD特典音声オーディオコメンタリー（有川貞昌と共に登場）
- 『メカゴジラの逆襲』DVD特典音声オーディオコメンタリー

## 受賞歴
- 1974年　ニューヨークCM映画賞金賞